# Beatriz Pinheiro
Beatriz Paes Pinheiro de Lemos (Viseu, 29 de octubre de 1871 - Lisboa, 14 de octubre de 1922), también conocida por Beatriz Pinheiro, o Beatriz Pinheiro de Lemos, fue una escritora, poetisa, actriz amateur, arpista, e intelectual portuguesa, pionera del moderno movimiento de emancipación femenina
Con el poeta Carlos de Lemos, cuando ya era su marido, dirigió y editó el periódico Ave Azul: revista de arte e crítica, que dedicaba innumerables artículos a la situación de las mujeres.
Colaboró en la revista Alma Feminina (1907-1908), dirigida por Albertina Paraíso y Virgínia Quaresma.
Beatriz Pinheiro integró la Liga Portuguesa da Paz en el año de su creación, 1899, habiendo sido delegada de la Liga en Viseu.

## Algunas publicaciones

### Libros[6]
- Serões póstumos (con Carlos de Lemos). Viseu: Typografia da Folha, 1899
- Flores garrettianas: homenagem ao primeiro centenário do nascimento do Visconde d'Almeida Garrett 1799-1899. Viseu: 1899
- A mulher portuguesa e a guerra europeia. Lisboa: Associação de Propaganda Feminista, 1916